# 비르기트 어이게멜
비르기트 사라프(에스토니아어: Birgit Sarrap, 결혼 이전의 성: 어이게멜(Õigemeel), 1988년 9월 24일 ~ )는 에스토니아의 가수이다. 그는 에스토니아 공영 방송인 ETV의 어린이 성악대에서 음악을 시작하였고 코힐라 음악 학교에서 바이올린을 배웠다. 어이게멜는 에스토니아 오디션 프로그램인 Eesti otsib superstaari의 첫 번째 우승자이며 우승 이후부터 현재까지 꾸준한 활동을 하고 있다. 슬하에 자녀 1명을 두고 있다.

## 유로비전 송 콘테스트
어이게멜는 2013년 스웨덴, 말뫼에서 열린 유로비전 송 콘테스트 2013에 참가하였으며, 그녀의 곡 "Et Uus Saaks Alguse"는 준 결승전에서 10위로 결승에 진출하였고, 결승에선 20위, 19점으로 콘테스트를 마쳤다.
이 콘테스트에 앞서 비르기트는 2008년, 2012년에 자국 예선 프로그램인 에스티 라울에 참가하였지만 우승하진 못하였다. 에스토니아 탈린에서 열린 유로비전 송 콘테스트 2002 결승전 개최식에서 성악대로 참가하기도 하였다.

## 그녀의 사생활
어이게멜는 그녀의 매니저 겸, 전담 프로듀서인 인드레크 사라프(Indrek Sarrap)과 결혼 하였고, 그녀는 2013년 10월 남아를 출생하였다. 그들은 탈린에 살고 있다. 어이게멜는 어이게멜 가의 자매 중 셋째인데, 언니와 동생인 렐리카(Reelika), 시그리드(Sigrid)와 카이리(Kairi), 3명과 함께 지방행사나 TV 쇼가 있을 때 같이 참여하기도 하였다. 그녀의 아버지인 릴브 어이게멜은 지방 가구 회사를 운영한다. 그녀의 어머니는 음악 교사이다. 그녀의 가족은 코힐라에 살고 있다.

## 음반 목록

### 정규 앨범
- Birgit Õigemeel (2008)
- Ilus aeg (2008)
- Teineteisel pool (2009)
- Uus Algus (2013)

### 싱글 목록
- Kas tead, mida tähendab... (2007)
- 365 Days (2008)
- Homme (2008)
- Ise (2008)
- Last Christmas (2008)
- Talve võlumaa (2008)
- Moonduja (2009)
- See öö (2009)
- Põgenen (ft. 코이트 토메) (2010)
- Iialgi (ft. Violina) (2010)
- Eestimaa suvi (2010)
- Parem on ees (2011)
- You're not alone (ft.Violina) (2011) 에스티 라울
- Et uus saaks alguse (2012) 에스티 라울
- Sea of Life (ft. Violina) (2013)
- Nii täiuslik see (2013)
- Olen Loodud Rändama (2013)
- Lendame Valguskiirusel (2014)
- Pea Meeles Head (2014)
- Kolm Kuud (2014)